# CAF Champions League 2021-22
De CAF Champions League 2021-22 was de  58ste editie van de  CAF Champions League. Het toernooi werd gehouden van 10 september 2021 tot en met 30 mei 2022.

## Schedule
| Fase          | Ronde         | Datum van Loting                 | Heenwedstrijd        | Terugwedstrijd       |
| ------------- | ------------- | -------------------------------- | -------------------- | -------------------- |
| Kwalificaties | 1e ronde      | 13 augustus 2021 (Caïro ,Egypte) | 10–12 september 2021 | 17–19 september 2021 |
| Kwalificaties | 2e ronde      | 13 augustus 2021 (Caïro ,Egypte) | 15–17 oktober 2021   | 22–24 oktober 2021   |
| Groepsfase    | Speeldag 1    | 28 december 2021 (Caïro ,Egypte) | 11–12 februari 2022  | 11–12 februari 2022  |
| Groepsfase    | Speeldag 2    | 28 december 2021 (Caïro ,Egypte) | 18–19 februari 2022  | 18–19 februari 2022  |
| Groepsfase    | Speeldag 3    | 28 december 2021 (Caïro ,Egypte) | 25–26 februari 2022  | 25–26 februari 2022  |
| Groepsfase    | Speeldag 4    | 28 december 2021 (Caïro ,Egypte) | 11–12 maart 2022     | 11–12 maart 2022     |
| Groepsfase    | Speeldag 5    | 28 december 2021 (Caïro ,Egypte) | 18–19 maart 2022     | 18–19 maart 2022     |
| Groepsfase    | Speeldag 6    | 28 december 2021 (Caïro ,Egypte) | 1–2 april 2022       | 1–2 april 2022       |
| Eindronde     | Kwartfinales  | 5 april 2022                     | 15–16 april 2022     | 20–21 april 2022     |
| Eindronde     | Halve finales | 5 april 2022                     | 6–7 mei 2022         | 13–14 mei 2022       |
| Eindronde     | Finale        | 5 april 2022                     | 30ų mei 2022         | 30ų mei 2022         |

## Wijziging in competitiestructuur
Op 27 juli 2017 besloot het uitvoerend comité van de Afrikaanse voetbalbond (CAF) dat de clubcompetities niet meer van februari tot november worden gespeeld maar volgens het Europese systeem (augustus tot mei) sinds het seizoen 2019-20.

## Groepsfase

### Groep A
| Pos | Team              | Wed | W | G | V | Ptn | DV | DT | +/− | Kwalificatie      |
| --- | ----------------- | --- | - | - | - | --- | -- | -- | --- | ----------------- |
| 1   | Al Ahly           | 0   | 0 | 0 | 0 | 0   | 0  | 0  | 0   | naar kwartfinales |
| 2   | Mamelodi Sundowns | 0   | 0 | 0 | 0 | 0   | 0  | 0  | 0   | naar kwartfinales |
| 3   | Al Hilal          | 0   | 0 | 0 | 0 | 0   | 0  | 0  | 0   |                   |
| 4   | Al Merrikh        | 0   | 0 | 0 | 0 | 0   | 0  | 0  | 0   |                   |

### Groep B
| Pos | Team            | Wed | W | G | V | Ptn | DV | DT | +/− | Kwalificatie      |
| --- | --------------- | --- | - | - | - | --- | -- | -- | --- | ----------------- |
| 1   | Raja Casablanca | 0   | 0 | 0 | 0 | 0   | 0  | 0  | 0   | naar kwartfinales |
| 2   | Horoya          | 0   | 0 | 0 | 0 | 0   | 0  | 0  | 0   | naar kwartfinales |
| 3   | ES Sétif        | 0   | 0 | 0 | 0 | 0   | 0  | 0  | 0   |                   |
| 4   | AmaZulu         | 0   | 0 | 0 | 0 | 0   | 0  | 0  | 0   |                   |

### Groep C
| Pos | Team               | Wed | W | G | V | Ptn | DV | DT | +/− | Kwalificatie      |
| --- | ------------------ | --- | - | - | - | --- | -- | -- | --- | ----------------- |
| 1   | Espérance de Tunis | 0   | 0 | 0 | 0 | 0   | 0  | 0  | 0   | naar kwartfinales |
| 2   | Étoile du Sahel    | 0   | 0 | 0 | 0 | 0   | 0  | 0  | 0   | naar kwartfinales |
| 3   | CR Belouizdad      | 0   | 0 | 0 | 0 | 0   | 0  | 0  | 0   |                   |
| 4   | Jwaneng Galaxy     | 0   | 0 | 0 | 0 | 0   | 0  | 0  | 0   |                   |

### Groep D
| Pos | Team              | Wed | W | G | V | Ptn | DV | DT | +/− | Kwalificatie      |
| --- | ----------------- | --- | - | - | - | --- | -- | -- | --- | ----------------- |
| 1   | Wydad Casablanca  | 6   | 5 | 0 | 1 | 15  | 15 | 5  | +10 | naar kwartfinales |
| 2   | Zamalek           | 6   | 0 | 4 | 2 | 4   | 3  | 6  | −3  | naar kwartfinales |
| 3   | Petro de Luanda   | 6   | 3 | 2 | 1 | 11  | 9  | 8  | +1  |                   |
| 4   | Sagrada Esperança | 6   | 0 | 2 | 4 | 2   | 1  | 9  | −8  |                   |

## Eindronde

### Kwartfinales
| Team 1                    | Tot. | Team 2             | 1e wedstr. | 2e wedstr. |
| ------------------------- | ---- | ------------------ | ---------- | ---------- |
| Al Ahly                   | 3–2  | Raja Casablanca    | 2-1        | 1-1        |
| ES Sétif                  | 1–0  | Espérance de Tunis | 0-0        | 1-0        |
| CR Belouizdad             | 0–1  | Wydad Casablanca   | 0-1        | 0-0        |
| Atlético Petróleos Luanda | 3–2  | Mamelodi Sundowns  | 2-1        | 1-1        |

### Halve finales
| Team 1                    | Tot. | Team 2           | 1e wedstr. | 2e wedstr. |
| ------------------------- | ---- | ---------------- | ---------- | ---------- |
| Al Ahly                   | 6–2  | ES Sétif         | 4-0        | 2-2        |
| Atlético Petróleos Luanda | 2–4  | Wydad Casablanca | 1-3        | 1-1        |

### Finale
| Team 1  | Res. | Team 2           |
| ------- | ---- | ---------------- |
| Al-Ahly | 0-2  | Wydad Casablanca |